# 吳熙 (數學家)
吳熙（韓語：오희，1969年10月27日—）是一名韓國數學家，從事動態系統研究。她對動力學及其與數論的聯繫做出了貢獻。她是均質動力學的研究者，在阿波羅尼奧斯墊片、謝爾賓斯基地毯和肖特基舞的計數和等分布方面有廣泛的研究。她目前是耶魯大學亞伯拉罕·羅賓遜數學教授。

## 職業生涯
她於1992年畢業於首爾大學，獲得學士學位，並於1997年在格列戈里·馬爾古利斯的指導下獲得耶魯大學博士學位。。在加入耶魯大學數學系之前，她曾在普林斯頓大學、加州理工學院和布朗大學擔任多個教職，並且是該校數學系的首位終身女教授。2021年至2024年，她擔任美國數學學會副主席。

## 榮譽
2010年，吳熙受邀在海德拉巴國際數學家大會上發表演講，並在2012年美國數學學會-美國馬薩諸塞州數學學會聯合數學會議上發表聯合特邀演講。2012年，她成為美國數學學會首屆會士。2010年起，她一直擔任美國數學研究所科學顧問委員會成員。她是2015年露絲·蕾特·薩特數學獎的得主。她被任命為2014-2015年度MSRI西蒙斯教授。

## 外部連結
- Homepage at Yale University （页面存档备份，存于）
- Video lecture at Cornell University （页面存档备份，存于）
- Article in the American Scientist by Dana Mackenzie 的存檔，存档日期2017-04-10.
- Interview with Yale News （页面存档备份，存于）